# Demografia da Bielorrússia

Demografia da Bielorrússia. Fonte: DAES, 2012; número de habitantes em milhares.

## Dados demográficos de acordo com oCIA World Factbook

### População
10,300,483 (Julho 2005)

### Faixa etária
0-14 anos: 16% (homens 839292/mulheres 804738)
15-64 anos: 69.5% (homens 3 481 432/mulheres 3 672 991)
acima de 65 anos: 14.6% (homens 498 717/mulheres 1 003 313) (est. 2005)

### Média de idade
Total: 37,03 anos
Homens: 34,32 anos
Mulheres: 39,7 anos (est. 2005)

### Taxa de crescimento populacional
-0,09% (est. 2005)

### Taxa de natalidade
10,83 nascimentos/1000 habitantes (est. 2005)

### Taxa de mortalidade
14,15 mortos/1000 habitantes (est. 2005)

### Imigração
2.42 migrante(s)/1000 habitantes (est. 2005)

### Proporção sexual
Ao nascer: 1,05 homens(s)/mulheres
Menos de 15 anos: 1,04 homens(s)/mulheres
15-64 anos: 0,95 homens(s)/mulheres
65 anos e mais: 0,5 homens(s)/mulheres
População total: 0,88 homens(s)/mulheres (est. 2005)

### Taxa de mortalidade infantil
Total: 13,37 mortes/1000 nascimentos
homens: 14,3 mortes/1000 nascimentos
mulheres: 12,39 mortes/1000 nascimentos (est. 2005)

### Expectativa de vida
População total: 68,72 anos
homens: 63,03 anos
mulheres: 74,69 anos (est. 2005)

### Taxa de fecundidade
1,39 crianças nascidas/mulher (est. 2005)

### HIV/AIDS
Taxa de prevalência em adultos: 0,3% (2001 est.)
Pessoas positivas HIV/AIDS: 15000 (2001 est.)
Mortes: 1000 (est. 2001)

### Gentílico
Bielorrusso(a)

### Grupos étnicos
Bielorrussos 81,2%; Russos 11,4%; Poloneses, Ucranianos e outros 7,4%

### Religião
Ortodoxos 80%, outros (incluindo Católicos latinos e orientais, Protestantes, Judeus e Muçulmanos) 20% (est. 1997)

### Línguas
Bielorrusso, Russo e outras.

### Taxa de alfabetização
Definição: idade de 15 e acima podem ler e escrever
População total: 99,6%
Homens: 99,8%
Mulheres: 99,5% (est. 2003)